# Lokomotiva 524.1
Řada 524.1 ČSD je pětispřežní tendrová parní lokomotiva určená především pro nákladní dopravu. Její konstrukce vychází z řady Va Buštěhradské dráhy (BD), jejíž šest původních strojů bylo po zestátnění BD přeznačeno na 524.101 – 06.

## Va BD

### Vznik a vývoj
BD objednala původně šest strojů řady Va (501 - 506) pro postrkovou službu na sklonově náročném úseku Bubny–Veleslavín a na trati Vejprty–Chomutov. Ačkoliv První Českomoravská továrna na stroje zkonstruovala lokomotivy s využitím mnoha prvků řady 270 kkStB - kotel, blok válců, dvojkolí a další, šlo o lokomotivy na mokrou páru. Lokomotivy byly dodány v roce 1918 a již od počátku nasazení do provozu se velmi osvědčovaly. Závažnějším nedostatkem bylo pouze špatné vyvážení rotujících hmot a z toho vyplývající horší chodové vlastnosti při vyšších rychlostech, což se přeneslo i na další lokomotivy řady 524.1. Díky tomuto nedostatku byly stroje této řady často využívány při zátěžových zkouškách mostních konstrukcí.
Osa kotle se nacházela ve výšce 2750 mm nad TK, průměr kotle byl 1600 mm. V původním provedení kotel obsahoval 295 žárnic. Na dýmnici spočíval baňatý komín Rihosek. Blok válců byl upravený z ř. 270, přestože byly lokomotivy provedeny na mokrou páru, počítalo se již v konstrukci s rekonstrukcí na přehřátou. Proto byla použita válcová šoupátka s vnitřním vstupem páry. Rám lokomotivy byl plechový, postranice měly tloušťku 34 mm. Adamsovy běhouny byly bez vratného zařízení. Prvních 5 strojů mělo nesací injektory Friedmann, poslední napájecí čerpadlo Knorr s předehřívačem vody.
Již v roce 1921 byla v První Českomoravské provedena rekonstrukce lokomotiv na přehřátou páru. Ocelová topeniště byla nahrazena měděnými, kotel byl rekonstruován a nově obsahoval 173 žárnic a 24 kouřovek. Parametry i přehřívač odpovídaly řadě 270.

### Provoz lokomotiv BD u ČSD
V roce 1924 při zestátnění BD převzaly všechny lokomotivy ČSD. Během provozu na nich ČSD provedly některé rekonstrukce – dosadily nové litinové komíny s korunou, sací brzda byla nahrazena tlakovou, kromě 01 dostaly lokomotivy na levé straně injektory na výfukovou páru Friedmann LF a 524.103 dokonce v 60. letech dyšnu Giesl.
V roce 1938 se všech šest strojů nacházelo na Bohumínsku, při obsazení pohraničí připadly DR. ČMD si je zpětně pronajaly a později odkoupily.
Lokomotivy byly vyřazeny z provozu v těchto letech:
- 1 – 1955
- 2 – 1978 Rumburk
- 3 – 1973 Leopoldov
- 4 – 1968
- 5 – 1971 – naposledy nasazována na trati Přelouč-Prachovice
- 6 – 1968

Z lokomotiv původní řady Va se nezachovala žádná.

## 524.1 ČSD

### Výroba
Na základě dobrých zkušeností s lokomotivami řady Va BD začaly ČSD objednávat výrobu dalších strojů tohoto typu. Dodávky probíhaly v následujících letech takto:
- 07-10 1926 Českomoravská-Kolben
- 11-14 1927 Českomoravská Kolben
- 15-17 1927 Škoda
- 18-19 1927 Českomoravská Kolben
- 20-29 1928 Škoda
- 30-42 1929 Škoda
- 43-65 1929 ČKD
- 66-68 1929 Škoda
- 69-70 1929 ČKD
- 71-87 1930 ČKD
- 88-105 1930 Škoda
- 106-115 1931 ČKD
- 116-120 1931 Škoda
- 121-123 1936 ČKD
- 124-126 1937 Škoda
- 127-129 1938 ČKD
- 130-134 1939 Škoda
- 130-137 1942 ČKD – dodávka pro SŽ, u ČSD pak přečíslovány na 140-147
- 135-139 1942 ČKD
- 301-315 1943 Škoda

Osa kotle byla u nově dodávaných lokomotiv ve výšce 2800 mm nad TK, průměr kotle zůstal shodný - 1600 mm, stejně tak i délka. Uvnitř válcového kotle se nacházelo 30 žárnic a 70 kouřovek, výhřevná plocha činila 154,5 m², malotrubnatý přehřívač měl plochu 68,8 m², lokomotivy měly litinový komín s korunou, ruční vyrovnávače tlaků, plechový rám s postranicemi tloušťky 34 mm.

### Odlišnosti jednotlivých provedení
- 07-85 a 88-120 měly shodný kotel s malotrubnatým přehřívačem.

- od č. 71 byla montována nová budka s šikmými stěnami v horní části

- 106-115 měly pod kotlem ještě vodojem a též větší uhlák – celkový objem vody byl 14,7 m³ a uhlí 5 m³. Šlo o nejtěžší provedení řady – 74,2 t hmotnost prázdné lokomotivy, 99,7 t ve službě

- 83-87 a 106-115 měly z výroby ventilový rozvod Lentz – nedosáhlo se však předpokládaných úspor, proto byl po r. 1945 odstraněn

- 86-87 měly jiné dělení trubek v kotli – 17 žárnic, 122 kouřovek, celk. výhř. plocha vzrostla na 158,03 m², malotrubnatý přehřívač měl 76,34 m²

- 121-129 měly dosazen velkotrubnatý přehřívač a s tím souviselo i jiné rozdělení trubek – 94 žárnic a 33 kouřovek. Výhřevná plocha se zmenšila na 144,5 m² (nepřímá 129,8 m²), přehřívač 56,3 m²

- 115-117 a 120-129 byly z výroby opatřeny černo – zeleným nátěrem

- 130-134 – kotel odpovídal 121-129, ale jeho osa byla 2950 mm nad tk. Na kotli se nacházel nízký parní dóm a písečník, též komín byl nízký a užší a vany byly v přední části zešikmené. Prvně byla použita šoupátka Trofimov.

- 130-137 SŽ odpovídaly 121-129 , měly navíc vpředu zvláštní napájecí dóm s vodočističem a ventilový rozvod

- 135-139 měly opět ocelové topeniště, klenbové trubky zvětšily přímou výhřevnou plochu na 16,7 m². Kotel obsahoval 92 žárnic a 33 kouřovek, výhř. plocha byla 145,1 m², velkotrubnatý přehřívač měl plochu 56,3 m². Toto dělení trubek se použilo i při rekonstrukcích starších strojů po r. 1945 při náhradách měděných topenišť ocelovými.

- 301-315 měly trámcový rám, max. rychlost 60 km/h, kotel s osou 3050 mm nad tk, rošt jen 3,2 m², celkovou výhřevnou plochu 144 m², jinak kotel odpovídal č. 135-139. Válce měly průměr. 550 mm, zdvih 630 mm, rozvory spřažených náprav byly mírně zvětšeny.

### Provoz a rekonstrukce
Během 2. světové války převzaly DRB 68 lokomotiv, které označily 95.201–268.
Během dlouholetého provozu u ČSD byly na lokomotivách postupně provedeny některé rekonstrukce. Nejnápadnější změnou bylo dosazování dyšny Giesl, dále se dosazovala šoupátka Trofimov a další.
Lokomotivy byly díky své poměrně vysoké tažné síle a současně nízkému nápravovému tlaku mnohostranně využitelné. První lokomotivy začaly být vyřazovány již v roce 1955, avšak hlavní vlna rušení přišla v 70. letech. Poslední lokomotivy této řady dojezdily s ukončením parního provozu u ČSD v roce 1980 – jednalo se o stroje 524.1109, 1110 a 1117 depa Rumburk.

## Zachované stroje
V České republice zůstaly zachovány 3 stroje této řady, na Slovensku jeden:
- 524.159[1] v majetku KHKD, umístěná v železničním muzeu v Lužné u Rakovníka
- 524.184[2] v Chomutově ve sbírce NTM
- 524.1110[3] (EVN 90 54 3 992 001-8) do roku 2001 provozní, v majetku ČD, CHV Lužná u Rakovníka
- 524.1117[4] v MDC na Slovensku

## Galerie

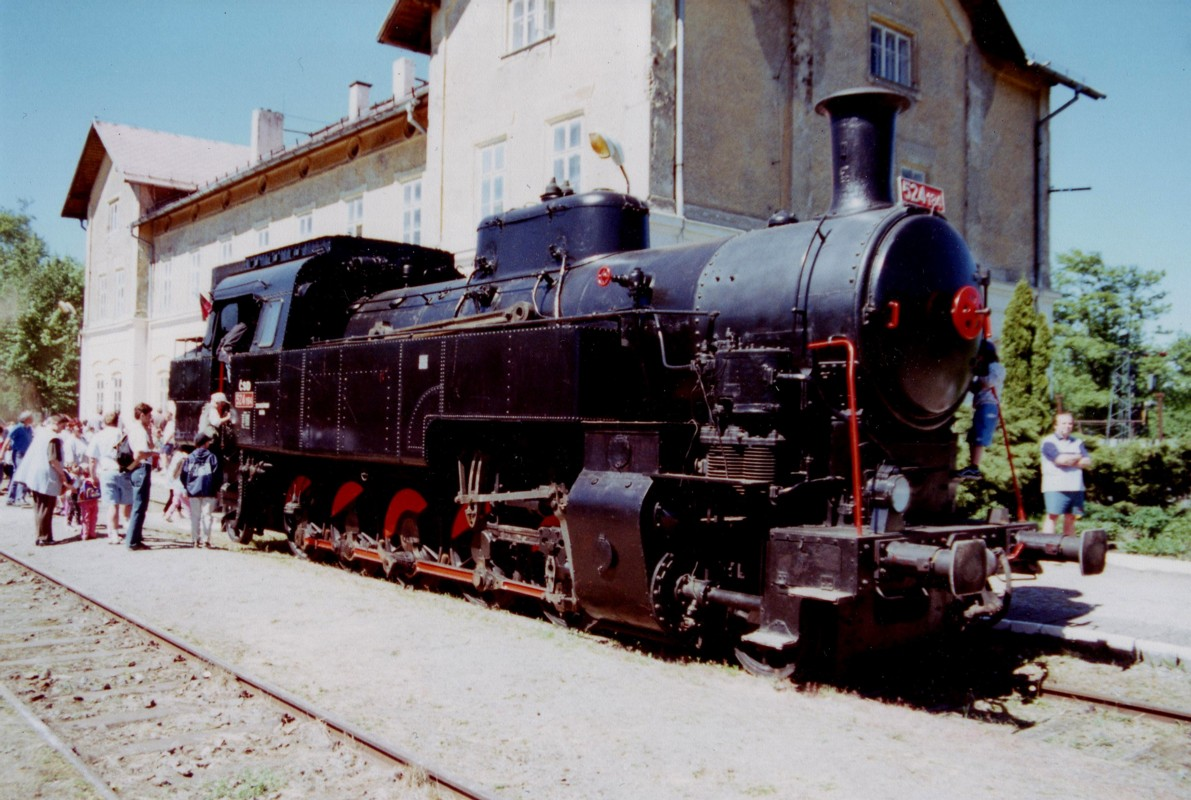
524.184 v Křimově (2000)
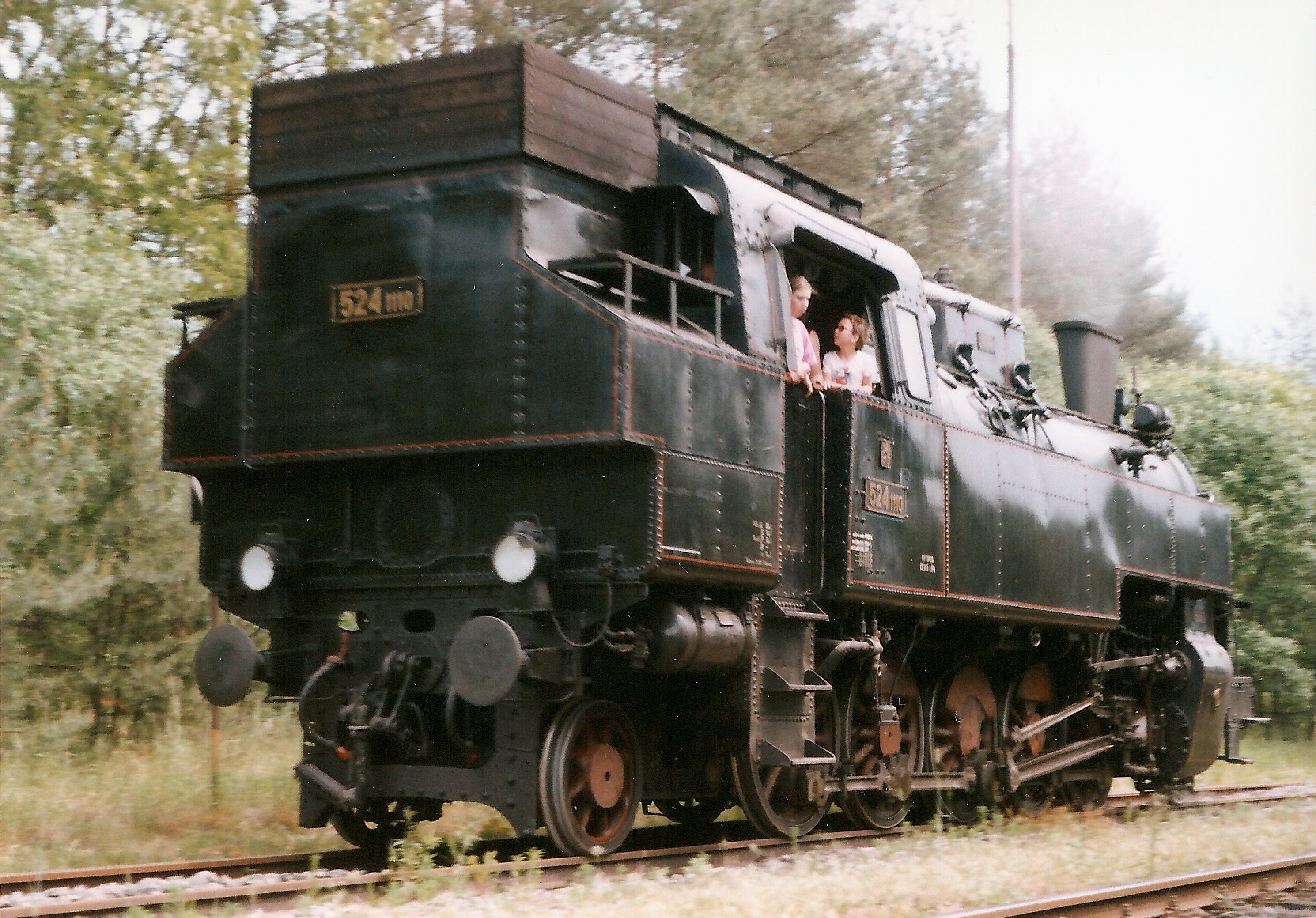
524.1110 ve stanici Bezděz (1998)
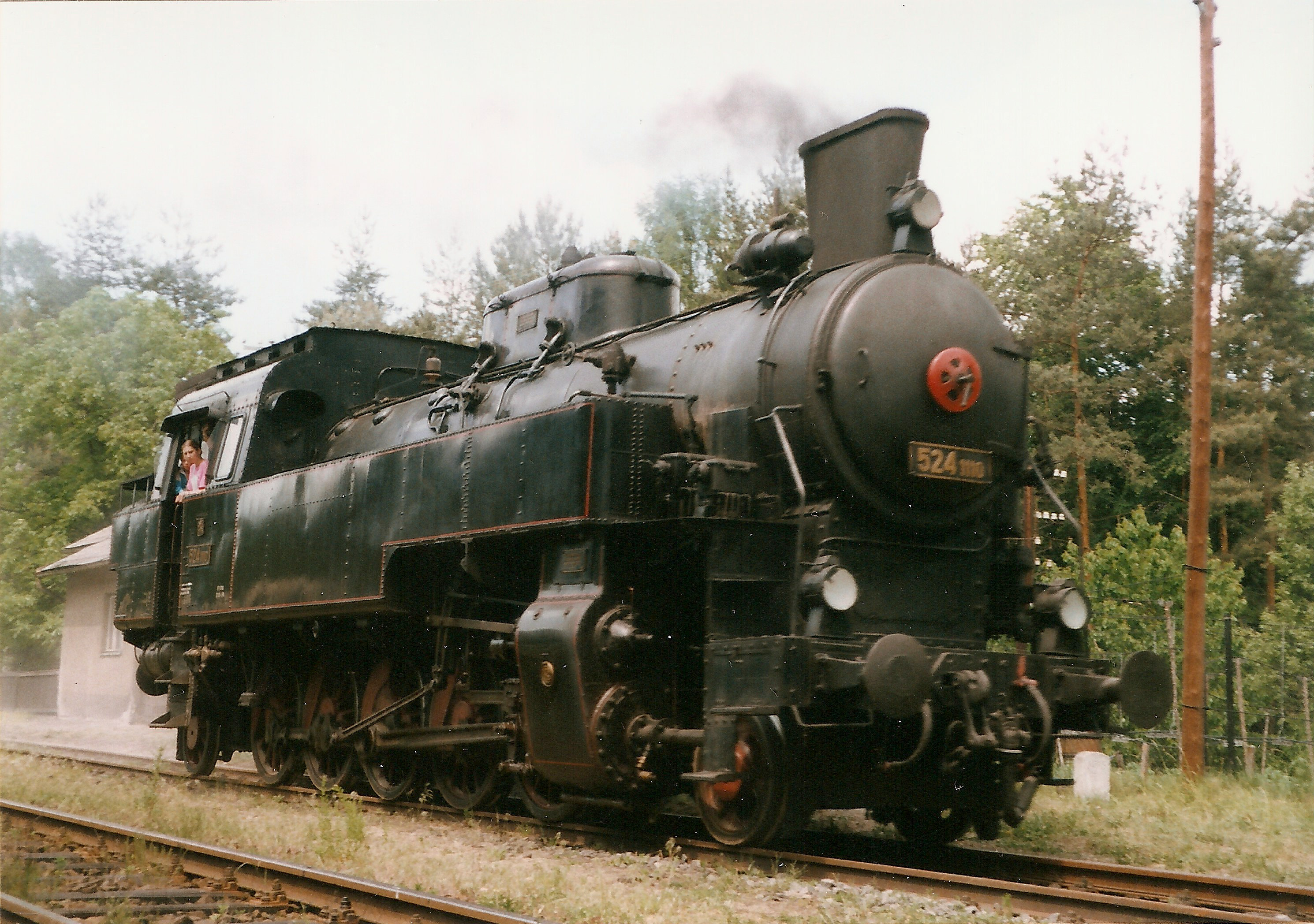
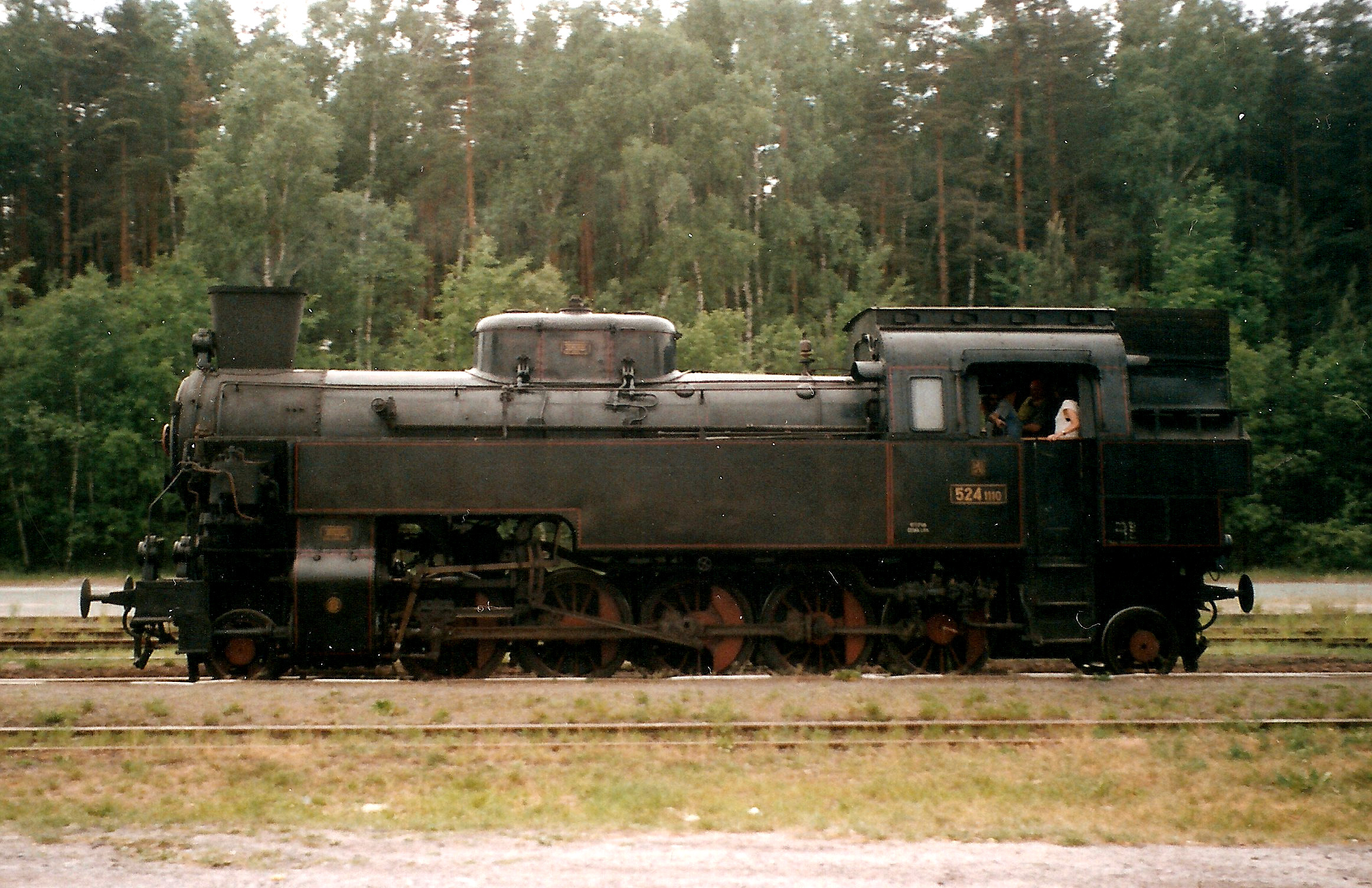
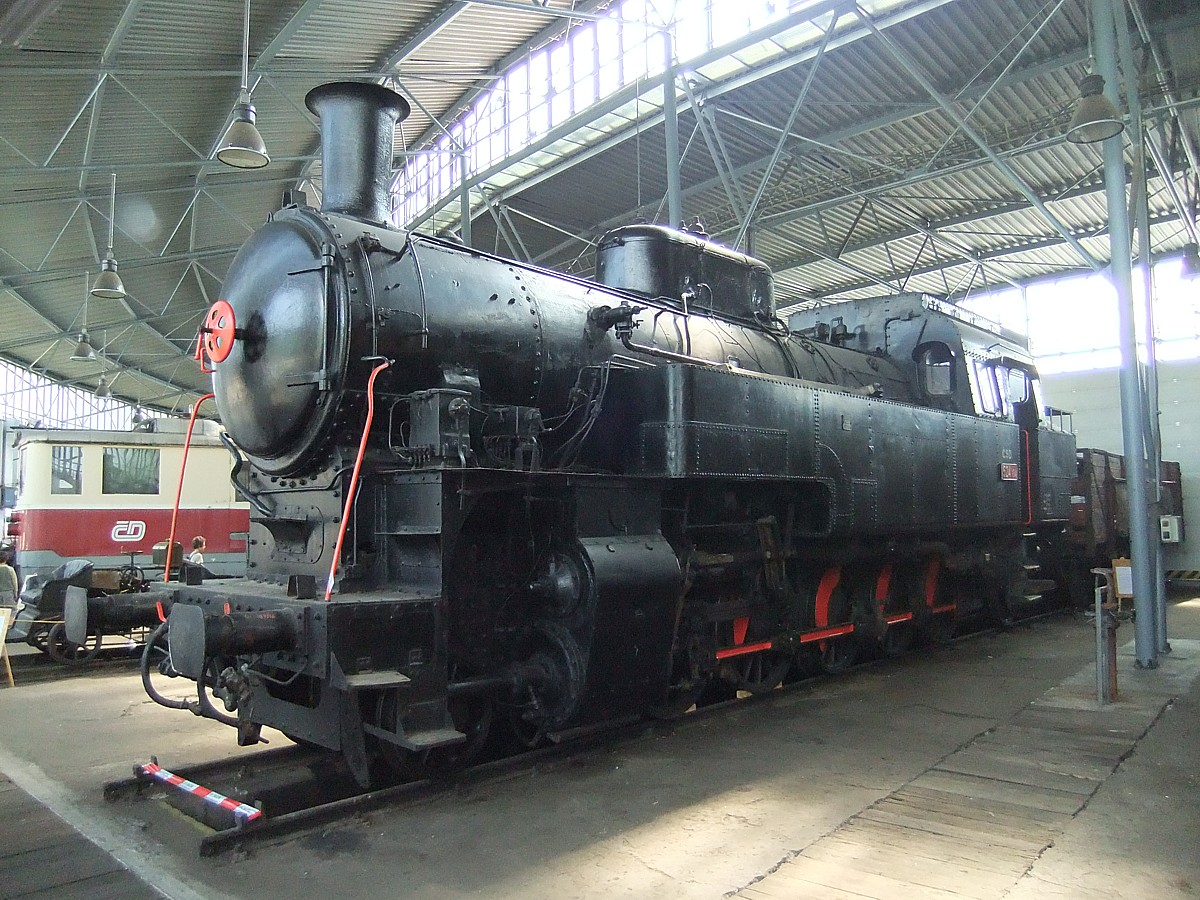
524.184 v depu v Chomutově - depozitáři NTM (2010)